# Окуева, Амина Викторовна
Ами́на Ви́кторовна (Вахи́товна) Окуева (укр. Аміна Вікторівна (Вахітівна) Окуєва), имя при рождении Ната́лья Ви́кторовна Ники́форова (укр. Наталія Вікторівна Нікіфорова), также известная как Анастаси́я Ви́кторовна Мустафи́нова (укр. Анастасія Вікторівна Мустафінова); 5 июня 1983, Одесса — 30 октября 2017, Глеваха) — украинская врач, военная и общественная деятельница, участница Евромайдана и войны на юго-востоке Украины в составе батальона имени Джохара Дудаева и 2-й роты полка полиции «Киев» МВД Украины (лейтенант полиции). Кавалер ордена «Народный герой Украины» (2015). Жена Адама Осмаева, командира чеченского батальона имени Джохара Дудаева. Убита в результате покушения.

## Ранние годы
Родилась 5 июня 1983 года в Одессе, при рождении получила имя Наталья Викторовна Никифорова. Биологического отца не знала: с её слов, он был чеченцем, но давно умер. Мать — Ирина Анатольевна Никифорова (в девичестве Каминская), уроженка Армавира (Краснодарский край), в прошлом занимала должность заместителя директора одесского Дома учёных, позже работала в Южно-украинском медиа-холдинге, издававшем ряд одесских СМИ (в том числе выпускавшем «Комсомольскую Правду в Украине»). Бабушка по материнской линии — Эделина Фабиановна Каминская, полька. Амина говорила, что её мать — «советская полька с Северного Кавказа». Её отчимом был Виктор Сергеевич Никифоров, который до 2008 года занимал пост директора Одесского музея западного и восточного искусства и был уволен после того, как из музея была похищена картина Караваджо «Поцелуй Иуды»; умер в возрасте 53 лет.
По словам самой Амины, после рождения родители увезли её в Грозный, а потом в Москву, от которой у неё остались плохие воспоминания. Она же утверждала, что в 1999 году отправилась воевать во Вторую чеченскую войну на стороне Чеченской Республики Ичкерия. При этом она не рассказывала деталей своего участия, ограничившись лишь заявлениями о том, что многие из её соратников погибали от смертельных ранений, не имея никакой возможности обратиться в больницу, и это позже сподвигло её на поступление в медицинский ВУЗ. Примерно в то же время состоялось изменение имени в её паспорте на «Амина»: по версии Украинской службы Би-би-си, к 2000 году Наталья приняла ислам и сменила имя на «Анастасия», а после первого брака с чеченцем окончательно сменила имя на «Амина». По версии одесского художника Александра Ройтбурда, она уехала в Москву поступать в один из престижных вузов, встретила там «уважаемого представителя чеченского народа» и вышла за него замуж, уже затем приняв ислам, сменив имя с «Анастасии» на «Амину» и став проходить в некоторых документах как «Амина Вахитовна Мустафинова». Артур Денисултанов утверждал, что в 1999 году она якобы закончила модельную школу, в 2000-е годы познакомилась с неким «чеченским олигархом Ахметовым», а уже затем её свели с чеченскими сепаратистами.

## Семья
Первым её мужем стал Иса Мустафинов, который воевал на стороне чеченских сепаратистов и был убит на Кавказе в 2003 году. Сама Амина об обстоятельствах смены своего имени говорить отказывалась. В 2003 году Амина вышла замуж за некоего Ислама Тухашева, который, по данным правоохранительных органов, использовал поддельные документы на имя Ислама Мусаевича Окуева и состоял в диверсионной группе Ризвана Бачигаева. Вместе с ним она переехала в Одессу и поступила в Одесский национальный медицинский университет, специализировалась на общей хирургии. После окончания вуза работала врачом-интерном в городской клинической больнице № 11. Муж вскоре был депортирован с Украины в Россию за незаконное пребывание в стране, а затем арестован российскими правоохранительными органами и предстал перед судом за террористическую деятельность и убийство государственных служащих на Северном Кавказе: в 2006 году Верховный суд Чечни приговорил его к пожизненному лишению свободы, а в 2007 году Амина развелась с Исламом.
В 2009 году Амина встретила Адама Осмаева, который покинул Россию по политическим мотивам: знакомство состоялось в Одессе, где, как говорил Осмаев, он работал консультантом в торговой фирме. С ним они позже провели свадебную церемонию, но официально не зарегистрировали брак. В 2012 году Осмаев был задержан правоохранительными органами в Одессе по обвинению в подготовке покушения на президента Российской Федерации Владимира Путина: по версии следствия, он изготовил несколько взрывных устройств, способных поражать бронированные автомобили, и испытал эти устройства в пригороде Одессы, взорвав одну из квартир. Амина настаивала на невиновности мужа и несколько раз выступала по телевидению в его защиту.
Осмаев не смог получить политическое убежище на Украине, а суд приговорил его к 2,5 годам тюрьмы за умышленное уничтожение имущества и подделку документов. В то же время обвинения в терроризме были с него сняты, а украинские власти отказались выдавать России Осмаева, ссылаясь на запрет от Европейского суда по правам человека. В итоге 19 ноября 2014 года Осмаев был освобождён из-под стражи, поскольку срок приговора отсчитывался с момента его попадания в следственный изолятор. По словам Артура Денисултанова, на невыдачу объявленного в розыск Осмаева могли повлиять его связи в российских органах безопасности.
По заявлению Окуевой от 2015 года, у неё был 13-летний сын Шамиль от первого брака, которого она оставила на попечение одесским родственникам. В то же время в других интервью Окуева заявляла, что не намерена никогда заводить детей.

## Евромайдан и война на востоке Украины
После начала Евромайдана Окуева присоединилась к отряду ветеранов войны в Афганистане (так называемая 8-я «афганская» сотня) в качестве волонтёра-медика, оказывая помощь раненым. В 2014 году вместе со своим мужем Осмаевым присоединилась к батальону МВД Украины «Киев-2», в составе которого участвовала в боях в зоне антитеррористической операции на востоке Украины; позже служила в батальоне МВД «Золотые ворота». Долгое время она утверждала, что её единственной военно-учётной специальностью была только специальность фельдшера, однако позже призналась, что прошла специальную военную подготовку, получив специальности гранатомётчика и оператора ПТУР. Также она утверждала, что часто действовала как снайпер, якобы ликвидировав несколько десятков человек.
В 2014 году Окуева выставила свою кандидатуру на парламентских выборах 2014 года по 136-му мажоритарному округу Одессы: она шла как самовыдвиженец в Суворовском районе Одессы, будучи сотрудником министерства внутренних дел Украины, но на выборах получила только 3,72 % голосов, заняв девятое место. Помимо этого, Амина была помощницей депутата Верховной рады Украины Игоря Мосийчука, работавшей на общественных началах. Неоднократно делала антироссийские высказывания и публично выступала в поддержку северокавказских террористических группировок (в том числе в поддержку Чеченской Республики Ичкерия): 13 августа 2017 года на киевском Майдане Незалежности Окуева участвовала в акции, в ходе которой был развёрнут большой флаг ЧРИ.
Окуева принимала участие в битве при Дебальцеве, в ходе которой её батальон потерял более половины личного состава и был расформирован весной 2015 года. С февраля 2015 года — спикер чеченского батальона имени Джохара Дудаева, воевавшего на стороне ВСУ, в создании которого она принимала участие. Её муж Осмаев стал командиром батальона после гибели своего предшественника, Исы Мунаева. Летом 2017 года, с собственных слов, Амина сдала успешно экзамены на звание лейтенанта десантно-штурмовых войск Украины. Также она сотрудничала с крымскотатарским телеканалом ATR, готовя серию фильмов «Герои Кавказа», первый эпизод которой вышел сразу после смерти Окуевой.

## Покушение на Подоле

### События 1 июня 2017 года
1 июня 2017 года Амина Окуева и Адам Осмаев находились в автомобиле Nissan Terrano по улице Кирилловской на Подоле в Киеве, когда к ним подошёл мужчина, представившийся как журналист французской газеты Le Monde Алекс Вернер. По словам Окуевой, она прежде встречалась с этим человеком трижды, и эти встречи ей крайне не нравились, поскольку Вернер задавал ей вопросы о коррупции на Украине и записывал видеоинтервью на смартфон. Перед четвёртой встречей он предложил ей заключить контракт об эксклюзивном интервью с газетой, обещая 25 тысяч евро обоим, и те согласились встретиться 1 июня в консульстве Франции. Со слов Амины, Вернер сел в машину со словами о том, что привёз паре некий подарок: он предъявил чёрный полиэтиленовый пакет, откуда достал красную бархатную коробку с подарком. Амина приготовилась заснять на видео момент вручения подарка, но в этот момент собеседник вытащил из коробки австрийский пистолет Glock 34 и выстрелил в Осмаева, в ответ на что Окуева выхватила пистолет Макарова и сделала четыре выстрела в нападающего. Раненый Осмаев вылез из машины и выстрелил несколько раз по ногам выпавшего из машины человека. И Осмаев, и лже-журналист получили серьёзные огнестрельные ранения: по одним данным, у Осмаева были переломаны ключицы и пробиты легкие, а пули застряли в позвоночнике; по другим данным, Осмаев получил ранения печени, лёгкого и правой кисти.
Полиция задержала нападавшего благодаря своевременной помощи от Окуевой: та утверждала, что их пытался убить киллер. У нападавшего были изъяты документы на имя Дакара Александра Винустовича (укр. Дакар Олександр Вінустович), однако позже была установлена его подлинная личность — им оказался Артур Абдуллаевич Денисултанов, известный в криминальных кругах под прозвищем «Динго» и имевший фальшивые паспорта на имена «Артур Кринари», «Артур Курмакаев», «Александр Винустович Антипов» и «Александр Дакар». Полиция обнаружила три пистолета в машине: два пистолета Макарова, принадлежавшие Адаму и Амине, и австрийский пистолет Glock 34. На всех троих пистолетах были найдены следы ДНК Осмаева. По версии следствия, Денисултанов принёс «Glock», достав его из мусорного бака на киевском рынке, где чинил обувь, а упаковку купил в торговом центре недалеко от гостиницы «Лыбидь», однако предположения следствия опровергались показаниями свидетелей. Один из полицейских, который был свидетелем по делу, заявил, что услышал несколько выстрелов внутри машины, когда раненый киллер уже лежал на траве. Показания полицейского подтверждали несколько человек, а Осмаев настаивал на том, что полиция неправильно истолковала события.

### Показания обвиняемого
На следствии Денисултанов (он же Артур Кринари) утверждал, что уехал из России, пытаясь сбежать от конфликтов и проблем, чтобы ему можно было заниматься бизнесом на Украине. Получить украинский паспорт он смог с помощью Службы безопасности Украины, с которой он сотрудничал некоторое время. В интервью изданию «Страна.ua» от 2017 года он изложил свою версию событий: от имени журналиста Алекса Вернера он хотел взять интервью у Окуевой и Осмаева о чеченской диаспоре, о которой собирался писать книгу, найдя контакты Окуевой в редакции программы «Шустер Live». 1 июня он встретился с Осмаевым и Окуевой у цирка, с которыми поехал к французскому консульству и остановился на Подоле. Осмаев показал «Вернеру» коробку с пистолетом «Glock», и тот взял в его руки, но по неосторожности выстрелил. Амина в состоянии истерики начала стрелять в Артура, попав в него шесть раз, а Осмаев расстрелял весь магазин в раненого, и только чудом Кринари удалось спасти. В качестве подтверждения своих слов Кринари упоминал сотрудника безопасности, который вызвал полицию и дал показания о случившемся. 10 июля 2017 года адвокат Денисултанова Алексей Крюк заявил, что его подопечный был признан потерпевшим в рамках нового уголовного дела, возбуждённого по факту перестрелки на Подоле против Осмаева и Окуевой. Сама Окуева критически отнеслась к показаниям Кринари, назвав их «душещипательным спектаклем одного актёра».
17 октября 2019 года, уже после смерти Окуевой, телеканал «Настоящее время» опубликовал материалы с фрагментами интервью Денисултанова, в котором тот изложил абсолютно другую версию событий: по его словам, весной 2017 года некие «авторитетные спонсоры российской оппозиции» попросили его найти Окуеву и Осмаева, которые якобы занимались отмыванием денег под «крышей» неких высокопоставленных украинских лиц. Сумма в 2,7 млн долларов в последних трёх конвертаций, которая должна была пойти в помощь добровольческим «чеченским» батальонам ВСУ, бесследно исчезла. Кринари решил использовать легенду французского журналиста и заселился в киевскую гостиницу «Лыбидь», а весной 2017 года вышел на связь с Окуевой, заведя с ней разговор о деньгах. Вскоре Окуева поведала ему о Сергее Коротких по прозвищу «Боцман» — белорусском бойце полка «Азов», который на тот момент был главой отдела охраны стратегических важных объектов МВД Украины и мог решить «любую проблему». На состоявшейся встрече 1 июня Денисултанов должен был решить вопрос о передаче денег, однако в результате перепалки перешёл на чеченский, ненароком выдав себя, и Осмаев в итоге выстрелил в него. Денисултанов уверял, что у него есть доказательства встреч с Окуевой и содержание бесед, но он мог обнародовать их только в случае изменения меры пресечения.
29 декабря 2019 года Денисултанов был освобождён из-под стражи и передан представителям ДНР в рамках процедуры обмена пленными: за трое суток до этого с него сняли все обвинения. 2 января 2020 года в интервью «Страна.ua» он повторил рассказанную «Настоящему времени» версию об отмывании денег Окуевой и Осмаевым, заявив, что операцию по отмыванию денег курировали люди главы МВД Украины Арсена Авакова, а «Боцман» был посредником. Мать Амины Окуевой, комментируя заявления Денисултанова об отмывании Аминой и её мужем денег, публично обвинила его во лжи.

## Убийство
30 октября 2017 года в районе посёлка Глеваха в Киевской области автомобиль Nissan Terrano, в котором находились Амина Окуева и Адам Осмаев, был обстрелян неизвестными лицами на железнодорожном переезде. Адам Осмаев был ранен в ногу, но остался в живых. Амина же была убита на месте, получив пять ранений, одно из которых пришлось в голову. Личности нападавших не удалось установить. Как установило следствие, стрельбу по автомобилю вели из чехословацкого автомата Sa vz. 58, который был обнаружен в 600 м от места нападения, а на автомате были найдены отпечатки пальцев нескольких человек. Сам Осмаев рассказывал, что всё нападение длилось несколько секунд:

Это классическая засада была. В укромном месте, на повороте, военная такая засада. Мы переехали переезд и там Г-образный поворот, и на втором повороте внезапно началась стрельба автоматическая. Я сразу по газам. Амина рядом со мной сидела. Обстрел шёл с правой стороны, он буквально несколько секунд продолжался, пока я не ушел из зоны обстрела. Но за эти несколько секунд, к сожалению, в неё попали… Машина ещё какое-то расстояние проехала, а потом заглохла, потому что двигатель, судя по всему, прострелили. Я остановился, думал, начнут добивать, подойдет кто-то. Но никто так и не подошел, они оказались трусами и сбежали. Тогда я начал уже Аминой заниматься. Она была уже без сознания. Ей попала пуля в голову, раздробила череп. Я пытался, конечно, «Целоксом», который мы всегда с собой носим, остановить кровь. Но она через какое-то время перестала подавать признаки жизни. Естественно, сразу позвонил в полицию сначала на 102, потом в скорую, и так далее.

Депутат Верховной Рады Игорь Мосийчук, помощницей которого была Амина, за пять суток до убийства Окуевой чуть не стал жертвой покушения: он был ранен в результате взрыва мопеда в Киеве недалеко от центра телеканала Espreso TV. Он заявил, что покушения на него и на Окуеву были связаны друг с другом и спланированы российскими спецслужбами, а заказчики давали суммы до 500 тысяч долларов за головы Окуевой и Осмаева. Советник главы МВД Зорян Шкиряк утверждал, что покушение могли спланировать как российские спецслужбы, так и чеченские военные.
1 ноября 2017 года Амина Окуева была похоронена в Днепре, рядом с могилой Исы Мунаева, согласно её просьбе. Её семья не присутствовала на публичной церемонии прощания, опасаясь возможного вооружённого нападения, а сами похороны проходили под вооружённой охраной. В ноябре 2017 года депутат Верховной Рады Украины Антон Геращенко объявил о намерении представить законопроект о защите свидетелей, который должен был получить название «закона Амины Окуевой».
Обвинявшийся в июньском покушении на Окуеву и Осмаева Артур Денисултанов в июне 2019 года на суде заявил, что Окуеву и Осмаева завербовали российские спецслужбы, а оба были причастны к убийствам журналиста Павла Шеремета и бойца чеченского добровольческого батальона Тимура Махаури (оба были взорваны в своих автомобилях). В интервью от 2 января 2020 года он уже заявил, что убийство спланировал Сергей «Боцман» Коротких, чья группировка и была причастна к гибели Махаури и Шеремета. По версии Денисултанова, Шеремет выяснил, что у Окуевой были контакты с лицами, подозреваемыми в убийстве Бориса Немцова, и случайно проговорился «Боцману» об этом, а тот решил избавиться от неугодных свидетелей.

## Расследование убийства
12 января 2020 года глава МВД Украины Арсен Аваков объявил о том, что главная прокуратура Украины и главное управление Национальной полиции в Киевской области провели операцию по задержанию группы киллеров, которые занимались заказными убийствами. Среди задержанных оказался первый подозреваемый по делу об убийстве Окуевой, чьи образцы ДНК совпали с образцами ДНК, найденными на оружии, из которого велась стрельба 30 октября 2017 года. Среди задержанных был уроженец Дагестана, проживавший в Киеве, Игорь Редькин (1964 г.р.), который проходил подозреваемым по делам об убийстве в 2016 году руководителя компании «Caparol Україна» Павла Зможного и начальника управления рекламы и аренды Киевского метрополитена Павла Миленького. 15 января был задержан ещё один предполагаемый соучастник убийства Андрей Кравченко.
Редькин был задержан и оставался в СИЗО первоначально до 11 марта: полиция предполагала, что он незаконно получил украинское гражданство. 11 мая ему продлили срок ареста ещё на 2 месяца, а 19 мая полиция и прокуратура объявили имя возможного организатора — таковым был назван выходец из Чечни, гражданин РФ Салах Хумаидов (1976 г.р.), который искал исполнителей и предоставил им автомобиль. Телеканал «Громадське телебачення» утверждал, что Хумаидов якобы служил в правоохранительных органах Чечни.
В феврале 2020 года чеченский беженец Мамихан Умаров, известный как «Анзор из Вены», заявил в интервью, что к нему обращались за помощью в ликвидации Осмаева некие люди, связанные с Рамзаном Кадыровым. Умаров вышел на связь с украинскими спецслужбами и предупредил Игоря Мосийчука и Адама Осмаева о том, что люди Кадырова готовят на них покушения; позже он проходил свидетелем по делам об убийстве Окуевой и о покушении на Мосийчука. 4 июля того же года Умаров был застрелен в Вене.

## Память
- 3 декабря 2020 года в посёлке Глеваха установлен памятный знак на месте убийства Окуевой[50].

## Награды
- Орден «Народный Герой Украины» (13 октября 2015)[51]
- Наградное огнестрельное оружие МВД Украины — пистолет Макарова (ориентировочно весна 2017 года)[26]
- Наградное огнестрельное оружие МВД Украины — пистолет Glock 43 (8 июня 2017)[52]